# 武藤舜秀
武藤 舜秀（むとう きよひで、生年未詳 - 天正7年7月3日（1579年7月26日））は、戦国時代から安土桃山時代にかけての武将。織田氏の家臣。通称は宗左衛門、宗右衛門、惣右衛門、弥平兵衛。子に康秀。

## 生涯
尾張馬寄城主。尾張国出身といわれるが、織田信長に臣従するまでの経緯は、はっきりしたことが分かっていない。出自についても、美濃国の土岐氏系の武藤氏の一族や武蔵国から美濃国へ移住した藤原氏系の武藤氏の一族などが、尾張国へ移住した武藤氏の一族。または、若狭国の武藤氏の一族など、ではないかといわれている。信長に降った時期も不明であるが、元亀年間という説が多い。
1574年（天正2年）、越前国守護代である桂田長俊が越前一向一揆によって殺害されると、一向一揆に備えるため、舜秀は羽柴秀吉・丹羽長秀らとともに、敦賀郡へ出陣した。一向一揆軍が勢いに乗って、木ノ芽峠を越えて南下しないための措置だった。一段落すると、不破光治とともに敦賀郡にとどまって、郡の行政にたずさわる。1574年9月16日、光治とともに、敦賀郡西福寺に土地を寄進した文書が残っている（『西福寺文書』）。
1575年（天正3年）3月、舜秀は朝倉家旧臣・堀江景忠を敦賀に迎え、その降伏を信長に仲介している（『朝倉記』）。6月、越前国衆・建部周光への宛行状に副状を発給している。8月、信長は越前の一向一揆討伐へ取りかかる。8月6日信長入国のため、舜秀は立石惣中に清掃を命じている（『立石区有文書』）。敦賀に着陣した信長は、舜秀の敦賀城（花城山城）に逗留した。舜秀は敦賀郡より越前へ侵攻し、越前一向一揆の殲滅に貢献した。その後、秀吉・明智光秀・稲葉良通・細川藤孝・万見重元・簗田広正とともに加賀に攻め入って、能美郡・江沼郡の南二郡を平定している。
信長は越前の国割りを行い、舜秀は敦賀郡を与えられた。1576年（天正4年）7月6日、西福寺に対して、違乱する者を捕らえて出すよう、命令を出している（『西福寺文書』）。1577年（天正5年）4月15日、川船衆に以前通り売買することを許可している（『道川文書』）。柴田勝家を長とした軍団には組み込まれず、舜秀は独立した遊撃軍団の長として、各地を転戦する。主に1577年（天正5年）紀州征伐、手取川の戦い、1578年（天正6年）神吉城攻め、有岡城攻め（有岡城の戦い）などに参戦している。
1579年（天正7年）7月3日、有岡城攻めの最中、付城・古屋野城にて急死。信長はその死を惜しんだといわれている。

## 逸話
- 兵法・軍略に長じていたといわれ、しばしば軍議に参与したとされる。干戈の事あるとき、信長は先ず舜秀に議していた（『武家事紀』）。
- 1577年（天正5年）8月、上杉謙信が能登へ進出した報を受け、信長は勝家に秀吉・長秀・滝川一益らの武将を付けて加賀へ送り込んだ（秀吉は途中で帰陣）。ところが、加賀の農民たちが上杉方に味方し、織田軍は手探り状態で進軍する羽目になった。その苦境を、信長側近・堀秀政にあてた連署状がある。連署状の署名は、勝家・長秀・一益・そして舜秀の4人であった。これにより、舜秀が、同陣している西美濃三人衆よりも地位が上であったと考えられる（『宮川文書』）。
- 1579年（天正7年）6月20日、有岡城の包囲戦が長期にわたり、信長は在陣している者に鷂を贈って慰労している。その恩典に浴したのは長秀・滝川一益・蜂屋頼隆・福富秀勝・舜秀の5人であった。織田家の代表的な家臣・側近と同列に扱われていることは、信長が舜秀を重用していることを十分に窺うことができる（『信長公記』）。
- 馬印は「金熨斗二十本」または「赤の幟旗」を用いていたとされる（『総見公武鑑』）。
- 小瀬甫庵は信長の人材登用を評して「かくの如くの人あれば、自国他邦と云うこともなく、召し寄せられ寵し給いつつ、後は近習にめしつかはれ、又は大身にも成されしなり」と言って、実例としての13人の中に、舜秀の名を挙げている（『太閤記』冒頭の惑問において）。